# Gelasius I.
Svatý Gelasius I. († 19. listopadu 496) byl papežem od 1. března 492 až do své smrti 19. listopadu 496. Byl třetím a zatím posledním papežem afrického původu. Gelasius byl taktéž plodný autor, jež je řazen mezi antiku a raný středověk. Gelasius byl blízkým pomocníkem předešlého papeže sv. Felixe II., především při tvorbě papežských dokumentů. Období, kdy byl papežem, je charakteristické jeho voláním po striktní pravověrnosti, tvrdším prosazováním autority papeže a zvýšením napětí mezi východním a západním křesťanstvím. Jako první z papežů jasně zformuloval tezi o dvou mocích: duchovní (biskupové) a světské (císař), přičemž duchovní ospravedlňuje světskou. Gelasius I. taktéž stanovil památku sv. Valentina na 14. února. Památka Gelasia se slaví 21. listopadu.

## Spor s Anastasiem I. a Akakiem
Zvolení Gelasia 1. března 492 bylo gestem kontinuity: Gelasius po svém předchůdci Felixovi zdědil taktéž spory s východořímským císařem Anastasiem I. a s konstantinopolským patriarchou. Spory se ještě více vyhrotily, když Gelasius trval, navzdory všem ekumenickým snahám jinak celkem ortodoxního patriarchy Eufemia, na odstranění jména posledního konstantinopolského patriarchy z diptychů. (viz Akakiánské schizma)
Oddělení od císaře a patriarchy Konstantinopole bylo, z pohledu Západu, nevyhnutelné, protože přijímali učení o jediné – božské – podstatě Krista (monofyzitismus), což Západ vnímal jako herezi. Gelasiova kniha De duabus in Christo naturis (O dvojí podstatě Krista) popisovala Západní pohled. Kvůli jeho používání konzervativní latiny stojí Gelasius na pomezí antiky a raného středověku.

## Církevní a státní moc
Během akakiánského schizmatu Gelasius zašel ještě dále než jeho předchůdci v prohlašování primátu Říma nad celou Církví, jak Východní, tak Západní. Tuto doktrínu prezentoval v termínech, které položily základ pro následná vyjádření dalších papežů proklamujících Petrův primát. Roku 494 Gelasius napsal Anastasiovi velmi důležitý list, známý podle svých prvních slov jako Duo sunt. Tento list položil základ dvojího principu moci, který tvořil základ západního politického myšlení skoro po tisíc let. Gelasius v něm rozlišuje mezi „dvěma mocmi“ – „svatou autoritou biskupů“ (auctoritas sacrata pontificum) a „mocí královskou“ (regalis potestas). Tyto dvě moci, auctorita propůjčující ospravedlnění potestas a potestas zajišťující výkonnou moc pro auctoritas by měli být nezávislé ve svých vlastních sférách působení, ale nadto pracující společně v harmonii.

## Potlačování pohanských obřadů a heretiků
Blíže domovu se Gelasiovi po dlouhém zápase podařilo potlačit starověkou římskou slavnost plodnosti a očištění od zlých sil – Lupercalia. Hlavní linii sporů, ale zároveň i nějaké detaily ohledně této slavnosti, máme zachyceny v Gelasiově dopise senátoru Andromachovi. Slavnost byla nahrazena oslavou čistoty Panny Marie. Slavila se 40 dní po Vánocích – 2. února.
Gelasius se taktéž vypořádal s manichejci – heretickými dualisty považujícími se za křesťany – o kterých bylo podezření, že se v Římě nacházejí ve velkém počtu. Gelasius nařídil, aby se eucharistie vydávala pod obojí způsobou, tedy jak chleba, tak víno. Jelikož Manichejci považovali víno za nečisté a v podstatě hříšné, odmítali kalich, a tak mohli být rozeznáni. Později, když manicheismus už prakticky zanikl, byl obnoven starý způsob přijímání pouze hostie.

## Smrt
Gelasius zemřel po poměrně krátkém, avšak dynamickém pontifikátu 19. listopadu 496. Jeho památka v církvi se slaví v den jeho pohřbu 21. listopadu.

## Gelasiuv africký původ
Někteří se snažili prohlašovat, že Gelasius byl Afričan černé pleti, neboť Liber Pontificalis tvrdí, že byl natione Afer (Afričan podle narození). To ale neznamená, že byl nutně černý, protože černí Afričané byli v latině obecně zmiňování jako Aethiopes. Odporuje tomu Gelasiovo vlastní prohlášení v jednom dopise, že je Romanus natus (narozen jako Říman).

## Spisy a dopisy
Gelasius byl nejplodnějším autorem z raných papežů. Zachovalo se velké množství jeho korespondence: některé originály jsou propůjčeny Katolické encyclopedii, další zlomky jsou pečlivě uschovány ve Vatikánských archivech. Existuje dalších šest pojednání, která Gelasius nenapsal. Podle Cassiodora vedla Gelasiova reputace k dosazování jeho jména i do prací, které nenapsal.
Dělí se na listy („ep.“ = epistola) a traktáty („tr.“ = tractatus) a jsou otištěny v kompendiích Clavis patrum z let 1617, 1622, 1625, 1666–1676.